# Paul Carpita
Paul Carpita (Marsella, 12 de novembre de 1922 – 24 d'octubre de 2009, és un director de cinema francès.

## Biografia
Era fill d'un estibador i una peixatera. Durant la Segona Guerra Mundial es va convertir en resistent, membre de la FTP, i es va unir al PCF el 1943. Treballà com a mestre, fundà aleshores el grup “Cinépax” que feia reportatges socials i compromesos sobre la reconstrucció de Marsella, sobre les manifestacions contra la guerra d'Indoxina i sobre la gran vaga dels estibadors de 1950.
La seva filmografia està associada a Marsella, els estibadors, les lluites sindicals, la lluita per la pau, però també la poesia infantil.
La seva pel·lícula més important Le Rendez-vous des quais, afectada per una prohibició total el juliol de 1955 i confiscada a la seva primera projecció el 2 d'agost de 1955, va romandre censurada fins al 1989. Després de la seva revifalla, aquesta pel·lícula va despertar l'interès dels espectadors i del públic.

## Largmetratges
- 1955 : Le Rendez-vous des quais
- 1959 : Rendez-vous avec Paul[5]
- 1996 : Les Sables mouvants
- 2002 : Marche et rêve ! Les Homards de l'utopie

## Curtmetratges
- 1948 : Pour que nos joues soient toujours roses, sèrie de curtmetratges.
- 1958 : La Récréation (16 min)
- 1960 : Marseille sans soleil (17 min)
- 1962 : Demain l'amour (17 min)
- 1964 : Des lapins dans la tête (18 min)
- 1964 : La Grenouille (16 min)
- 1964 : Graines au vent (18 min)
- 1966 : La Visite (20 min)
- 1970 : Adieu Jésus, poème cinématographique (8 min)
- 1972 : Les Fleurs de glai (18 min)
- 1992 : La Poupée romaine (13 min)

## Migmetratges
- 1947 : Nous voulons vivre, contra la bomba atòmica.
- 1951 : Je suis née à Berlin, festival mundial de la joventut per la pau (algunes imatges)..
- 1955 : Rencontre à Varsovie (75 min)

## Actualitats
- 1950: Contranotícies, contra la guerra d'Indoxina, la vaga dels estibadors, etc.
- Ciné-Pax: (algunes imatges).

## Documentals
- 1946 : Vers la lumière, la reconstrucció de Marsella.
- 1946 : Rencontre jeunesse, amb Pablo Picasso.
- 1978 : Intersub, des sous-marins et des hommes (premiat al Festival de Cinema Corporatiu de Biarritz)
- 1979 : Chez nous à Pointe-à-Pitre en Guadeloupe
- 1982-1994 : documentals per encàrrec (no detallats).